# Paolo Fabrizi (1805-1859)
Paolo Fabrizi (Modena, 15 settembre 1805 – Nizza, 15 maggio 1859) è stato un medico e patriota italiano.

## Biografia
Figlio di Ambrogio Fabrizi e Barbara Piretti, e fratello di Nicola, Carlo e Luigi, dopo gli studi inferiori si iscrive alla facoltà di medicina presso l'Università di Pisa. Dopo la laurea, conseguita nel 1828, effettua le prime esperienze ospedaliere all'Ospedale Santo Spirito di Roma e in alcuni istituti napoletani, dedicandosi in modo particolare al perfezionamento di una nuova tecnica nell'esecuzione della miringotomia.  
Dopo alcuni viaggi di studio a Bologna, Parigi e Milano, torna a Modena nel 1831, nel pieno dei moti insurrezionali iniziati il 3 febbraio che avevano portato all'arresto di alcuni congiurati, tra i quali il fratello Nicola. Nonostante fosse un sorvegliato speciale della polizia ducale il 6 febbraio si mette alla testa di un corteo che assale le carceri, per chiedere la liberazione dei detenuti politici, e tre giorni dopo è tra i firmatari della dichiarazione di decadenza dell'arciduca d'Austria Francesco IV, che nel frattempo è fuggito. Viene costituita una guardia nazionale in cui sono richiamati i componenti e i riservisti dell'esercito ma l'intervento armato austriaco, che porta alla capitolazione di Ancona, lo spinge ad abbandonare il campo imbarcandosi su un mercantile diretto a Corfù, dove si ferma per alcuni anni potendosi nuovamente dedicare alla professione medica.
Mentre in patria è condannato a morte in contumacia si dedica alla pratica e all'insegnamento della chirurgia, ricominciando a viaggiare solo quando, nel 1837, Nicola si stabilisce a Malta, dove Carlo Fabrizi aveva avviato un'attività di commercio. 
I suoi viaggi, oltre che al contatto coi numerosi familiari, sono motivati da ragioni professionali e politiche. In modo particolare fa da collegamento con la rete clandestina di esuli sparsi nell'Italia meridionale e in varie altre città del Mediterraneo, nelle more di un piano che deve coordinare e tenere pronte all'azione le forze disperse dalle repressioni. Di grande importanza è il viaggio a Londra del 1839, nel quale incontra Mazzini e gli comunica le ragioni che hanno portato Nicola a fondare la Legione italica. Per i quattro fratelli Fabrizi è l'inizio della rottura con la Giovine Italia: il sacrificio della pregiudiziale repubblicana doveva consentire di raggiungere il più facile traguardo dell'unità monarchica costituzionale della penisola ma in seguito, falliti il moto rivoluzionario organizzato con Ignazio Ribotti e l'impresa dei Fratelli Bandiera, Mazzini si riavvicina ai Fabrizi, ed anzi consente a Paolo di recarsi a Tolosa per trattare con alcuni banchieri locali un finanziamento alla causa italiana.
Il fallimento di questa trattativa gli provoca una forte crisi depressiva che lo spinge a rilasciare dichiarazioni compromettenti. Riportato d'urgenza a Bastia ritrova la serenità nell'esercizio della professione medica. Attraversa a cavallo l'intera Corsica per un programma di interventi su persone bisognose che al lungo periodo gli vale la gratitudine delle autorità dell'isola.
Torna a dedicarsi alla politica coi moti del 1848. In previsione di presiedere una commissione di reclutamento di volontari per la difesa della Sicilia dalla repressione borbonica si reca a Messina, dove si prodiga nella cura dei feriti provocati dai cannoneggiamenti del governo. La formazione della legione umanitaria rimane tuttavia una pia illusione, essenzialmente a causa di disaccordi tra i membri della commissione e dal mancato approccio siciliano, in gran parte permeato da un forte spirito separatista, agli ideali della fratellanza nazionale. Fabrizi viene addirittura esonerato da tale incarico e con l'esauristi dell'ondata rivoluzionaria si allontana deluso dalla politica. Torna nuovamente a dedicarsi alla medicina a Nizza, dove si è ricongiunto alla madre e a un fratello, ma i suoi onorari "popolari" gli valgono una forte ostilità della classe medica locale, sulla quale si impone per la professionalità. Le cure riuscite a Ricciotti Garibaldi gli valgono una raccomandazione ad ambienti inglesi che, a loro volta, gli valgono un contatto diretto con Cavour. 
Sta progettando un ennesimo impegno politico quando la morte lo coglie inaspettatamente il 15 maggio 1859.